# Bumetopia sexpunctata
Bumetopia sexpunctata är en skalbaggsart som beskrevs av Stefan von Breuning och De Jong 1941. Bumetopia sexpunctata ingår i släktet Bumetopia och familjen långhorningar.
Artens utbredningsområde är Filippinerna. Inga underarter finns listade.